# 世界の果て/トーチ・ライター
「世界の果て/トーチ・ライター」（せかいのはて/トーチ・ライター）は、日本のバンド、DOESの8枚目のシングル。2009年4月8日にKi/oon Recordsから発売。バンド初の両A面シングルで、アルバム『The World's Edge』の先行シングル。

## 収録曲
- 全曲、作詞・作曲：氏原ワタル　編曲：DOES

1. 世界の果て (3:55)
  - 江崎グリコ「ポッキーチョコレート」スペースシャワーTV ver.CMソング
  - この曲は一度ボツにされている（「修羅」や「曇天」のビートに似ているという理由から）。しかし、ディレクターにこの曲を持っていったところ絶賛され、世に出されることとなった。[要出典]
2. トーチ・ライター(3:37) 
  - 東宝配給映画『クローズZERO II』劇中歌。同映画のために書き下ろされた楽曲で[2]、DOESの3人も映画内に出演している[3]。
3. ビート・クラブ (2:53)

## 収録アルバム
オリジナル
- 『The World's Edge』（#1）

ベスト
- 『SINGLES』（#1）
- 『OTHERSIDE OF DOES』（#2、#3）